# Tora ! Tora ! Tora !
Cet article concerne le film relatant l’attaque japonaise sur Pearl Harbor. Pour le single de MAX, voir Tora Tora Tora. Pour la chanson de Depeche Mode, voir Tora! Tora! Tora! (chanson).
Pour plus de détails, voir Fiche technique et Distribution.

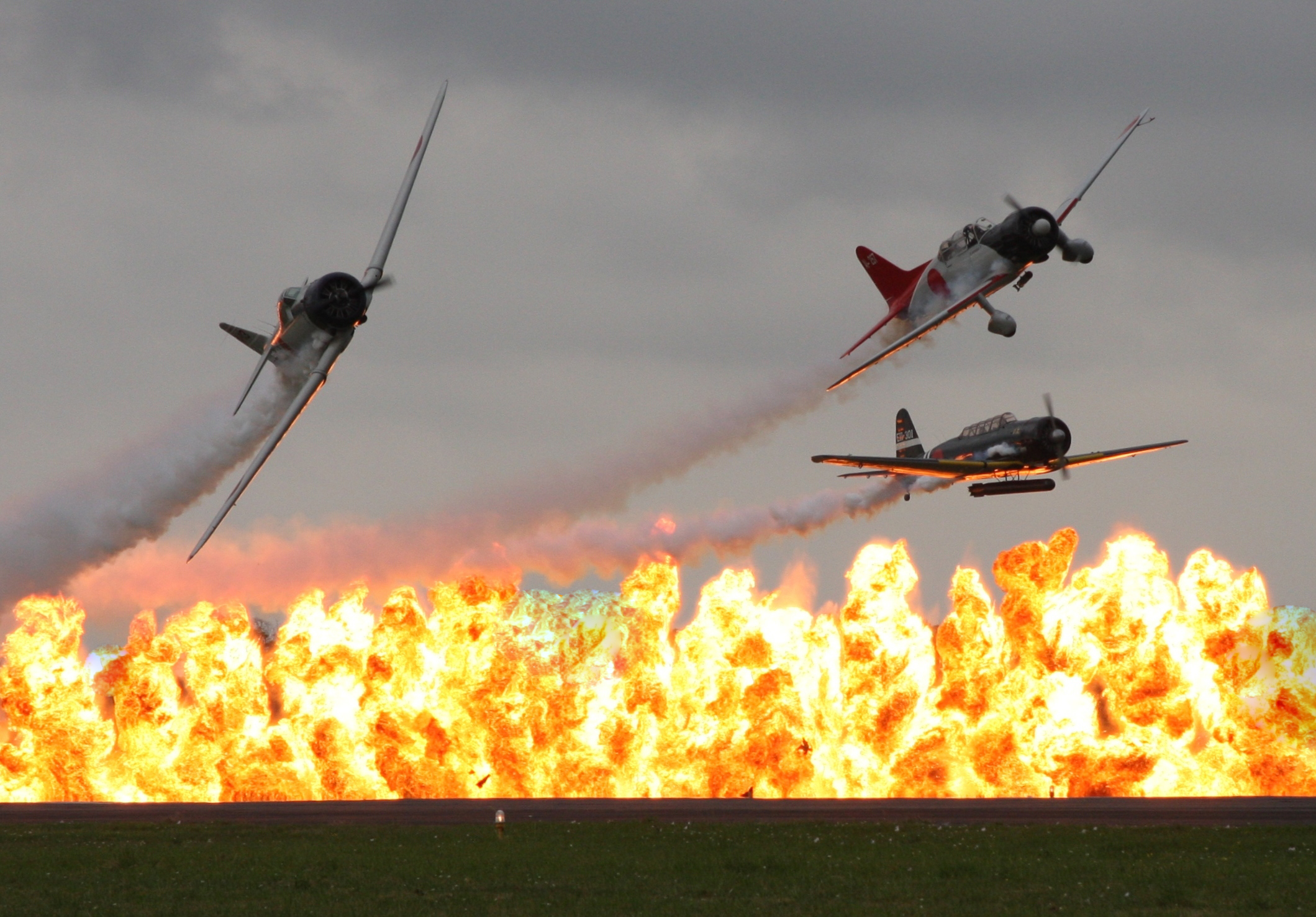

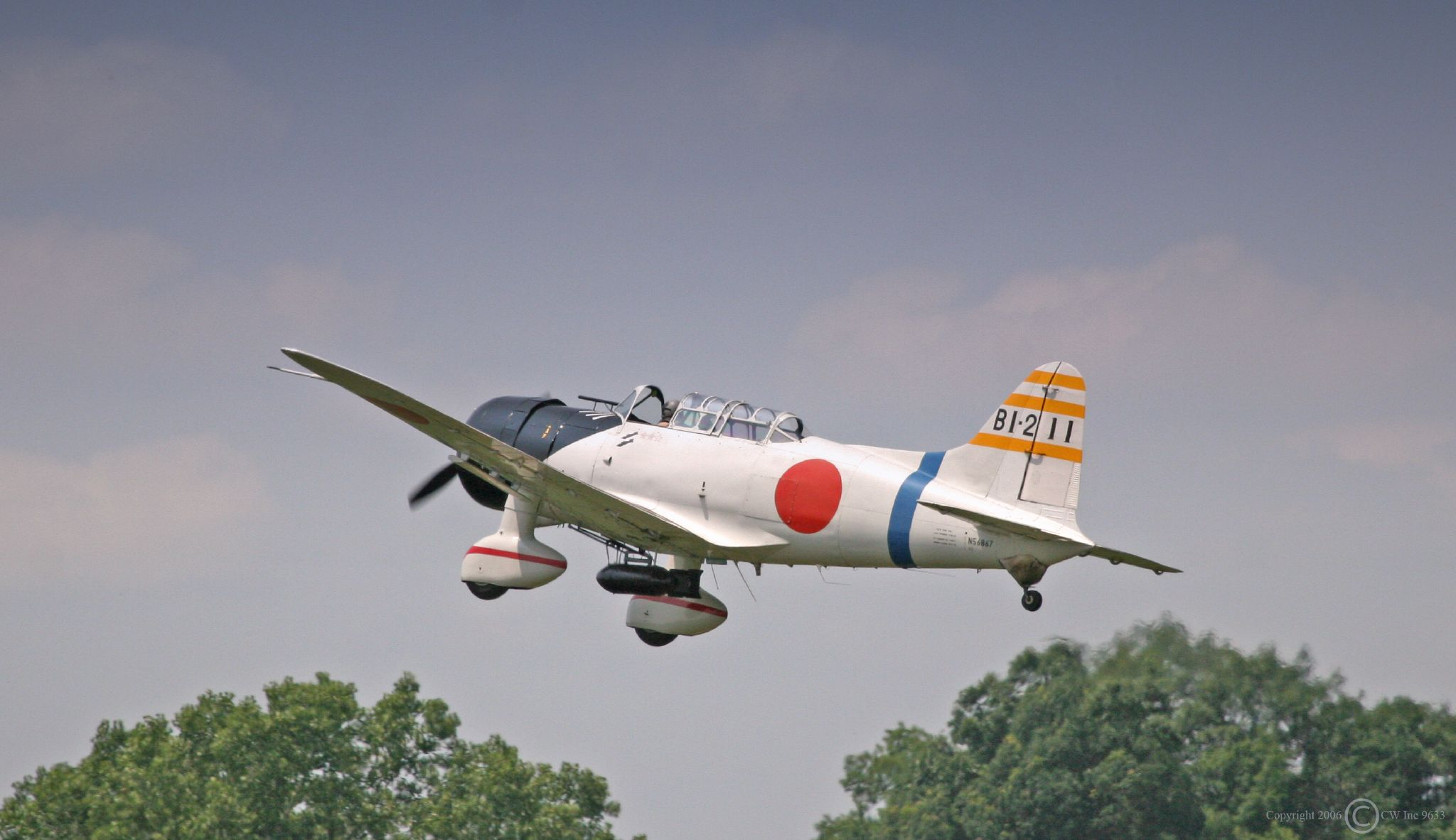
Réplique d'Aichi D3A au Geneseo Airshow. En 1968, un BT-13 Valiant (N56867) fut converti en réplique de Val pour être utilisé dans le tournage du film « Tora ! Tora ! Tora ! », volant sous les couleurs du Val « AI-244 » (porte-avions Akagi). Le BT-13 a été maintenu dans cette configuration depuis, et est visible dans des shows aériens sous le code « BI-211 » avec les marquages du porte-avions Sōryū.

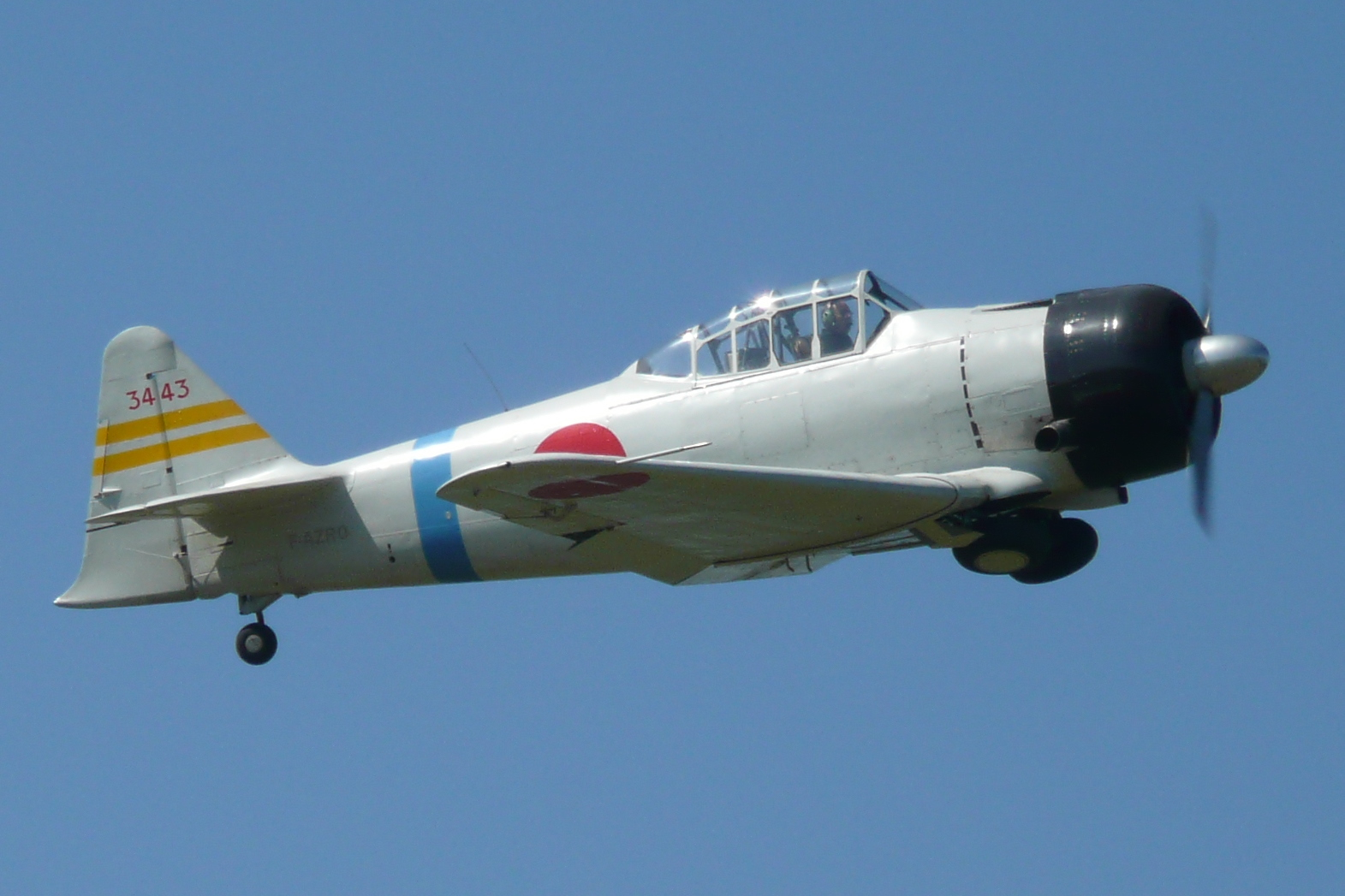
Une réplique d'A6M2 sur base de North-American T6 Texan.

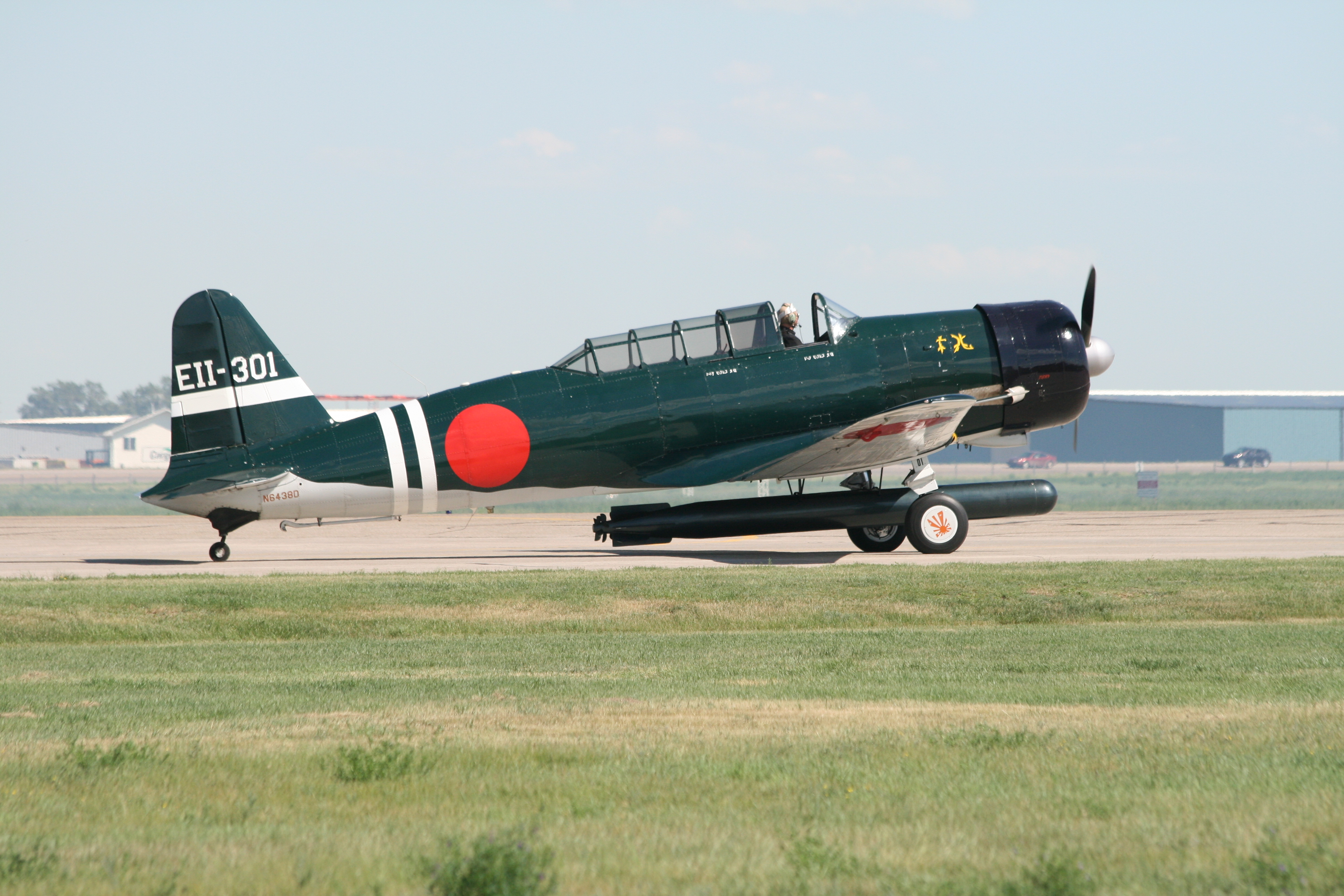
Réplique d'Nakajima B5N

Tora ! Tora ! Tora ! est un film nippo-américain de Richard Fleischer, Kinji Fukasaku et Toshio Masuda, sorti en 1970 et relatant l'attaque japonaise sur Pearl Harbor en décembre 1941.

## Synopsis

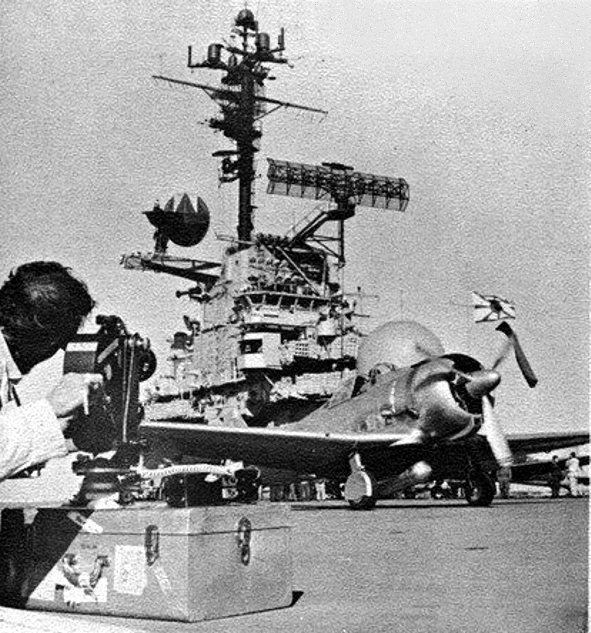
Un North American T-6 Texan figurant un avion de l'aéronavale japonaise à bord du.

Tora signifie « tigre » en japonais. Il s'agit du signal lancé par le capitaine Mitsuo Fuchida à bord de son bombardier Nakajima B5N2 lors de l'attaque de Pearl Harbor du 7 décembre 1941, indiquant à son commandement que l'effet de surprise était complet.
Le film donne une description assez réaliste des événements, prenant à la fois les points de vue américain et japonais. Le film documente notamment la longue liste d'erreurs et d'accidents qui rendirent cette attaque si dévastatrice pour les forces américaines.

## Fiche technique
- Titre : Tora ! Tora ! Tora !
- Réalisation : Richard Fleischer, Kinji Fukasaku et Toshio Masuda
- Scénario : Larry Forrester, Ryūzō Kikushima, Hideo Oguni et Akira Kurosawa (non crédité), d'après les livres de Gordon W. Prange (es) et Ladislas Farago (en)
- Assistants réalisateur : David S. Hall et Ray Kellogg
- Production : Elmo Williams, Richard Fleischer (non crédité), Keinosuke Kubo, Otto Lang (en) et Masayuki Takagi (en) pour la 20th Century Fox et Toei Company
- Producteur exécutif : Darryl F. Zanuck (non crédité)
- Société de distribution : 20th Century Fox
- Musique : Jerry Goldsmith
- Direction artistique : Richard Day, Taizô Kawashima (en), Yoshirō Muraki et Jack Martin Smith
- Décors : Norman Rockett (de), Walter M. Scott et Carl Biddiscombe (de) (non crédité)
- Photographie : Charles F. Wheeler, Osamu Furuya (de), Shinsaku Himeda (en) et Masamichi Satō (de)
- Montage : Inoue Chikaya (en), Pembroke J. Herring et James E. Newcom
- Pays d'origine : États-Unis, Japon
- Langue : anglais, japonais
- Format : Couleurs - procédé : De Luxe - 2,35:1 - Mono optique et stéréo 4 pistes magnétiques - 35 mm - (aux États-Unis quelques copies gonflées en 70 mm furent tirées pour une brève exploitation sur écran courbe de Cinérama).
- Genre : film de guerre
- Durée : 144 minutes
- Durée restauration : 149 minutes
- Date de sortie :
  - États-Unis : 23 septembre 1970[1]
  - Japon : 25 septembre 1970[2]
  - France : 14 octobre 1970[3]
- Affiche : René Ferracci (France)

## Distribution
Par ordre alphabétique
- Wesley Addy (VF : Gabriel Cattand) : Lt. Commandant Kramer
- Norman Alden : Major Truman H. Landon (en)
- Frank Aletter (en) : Lt. Commandant Thomas
- Leon Ames : le Secrétaire à la Marine Frank Knox
- Richard Anderson : Capitaine John Earle
- Keith Andes (VF : Jean Berger) : Général en chef George Marshall
- Edward Andrews : Chef des opérations Navales Harold Stark
- Walter Brooke : le directeur du Renseignement naval Theodore S. Wilkinson
- Martin Balsam (VF : Claude Joseph) : Amiral Husband E. Kimmel
- Neville Brand : Lieutenant Harold Kaminsky
- Rick Cooper : Lieutenant George Welch
- Joseph Cotten : le secrétaire à la Guerre Henry Lewis Stimson
- Leora Dana : Mme Kramer
- June Dayton : Mlle Ray Cave
- Jeff Donnell : Cornelia Fort
- Jerry Fogel (en) : Sous-Lieutenant William W. Outerbridge
- Susumu Fujita (VF : Yves Brainville) : Contre-Amiral Tamon Yamaguchi
- Elven Havard : Cuisinier-marin Doris Miller
- Kazuo Kitamura (en) : le Ministre des Affaires étrangères Yosuke Matsuoka
- George Macready (VF : Jean Martinelli) : le Secrétaire d'état Cordell Hull
- E. G. Marshall (VF : André Valmy) : le Colonel Rufus S. Bratton
- Ron Masak : Lieutenant Lawrence E. Ruff
- Tatsuya Mihashi : le Commandant Minoru Genda
- Bontarō Miake (ja) : le Ministre de la marine Amiral Koshiro Oikawa
- Shunichi Nakamura : Colonel Kameto Kuroshima dit « Gandhi »
- Hiroshi Nihonyanagi : Contre-Amiral Chuichi Hara
- Carl Reindel (en) : Sous-lieutenant Kenneth M. Taylor
- Jason Robards (VF : Jean-Claude Michel) : Lieutenant-Général Walter Short
- Edmon Ryan : Vice-Amiral Bellinger
- Ichirō Ryūzaki (ja) : Chef d'état-major de la 1re flotte l'Amiral Ryunosuke Kusaka
- Koreya Senda (en) (VF : Yves Brainville) : Prince Fumimaro Konoe
- Shogo Shimada (VF : Philippe Dumat) : Ambassadeur du Japon aux États-Unis Kichisaburo Nomura
- Takahiro Tamura (VF : Jacques Thébault) : Commandant Mitsuo Fuchida
- Hisao Toake (ja) : Ambassadeur du Japon en Allemagne Saburō Kurusu
- Eijirō Tōno (VF : Roger Carel) : Vice-Amiral Chūichi Nagumo
- Asao Uchida (ja) : le Ministre de la guerre Général Hideki Tojo
- Junya Usami (VF : René Bériard) : Amiral Zengo Yoshida
- James Whitmore (VF : Jean Violette) : Vice-Amiral William Halsey
- Sō Yamamura (VF : Raymond Gérôme) : Amiral Isoroku Yamamoto

Acteurs non crédités
- Tōru Abe : Amiral Takijirō Ōnishi
- Phil Arnone : Private Elliott
- Hiroshi Akutagawa : Kōichi Kido, le gardien du sceau privé (version japonaise uniquement)
- Francis De Sales : Capitaine Arthur H. McCollum
- Dave Donnelly ; Major Gordon A. Blake
- Bill Edwards : Colonel Kendall J. Fielder
- Hisashi Igawa : Lieutenant Mitsuo Matsuzaki
- Berry Kroeger : Général américain
- Ken Lynch (VF : Albert de Médina) : Amiral John H. Newton
- Steve Pendleton : Capitaine de destroyer
- Walter Reed : Vice-Amiral William S. Pye (en)
- Robert Shayne : Commodore William H. Buracker (en)
- G. D. Spradlin : Commodore Maurice E. Curts (en)
- George Tobias : Capitaine Hickam Field
- Harlan Warde (VF : Robert Le Béal) : le Brigadier-Général Leonard T. Gerow
- Meredith Weatherby : l'ambassadeur américain au Japon, Joseph Grew
- Bruce Wilson : Private Joe Lockard
- Bill Zuckert : Amiral James O. Richardson (en)

## Récompenses
- Oscar 1970 (décerné en 1971) des meilleurs effets spéciaux (A.D. Flowers et L.B. Abbott) ainsi que nominations aux Oscars de la meilleure direction artistique, meilleure photographie, meilleur montage et meilleur son.

## Autour du film

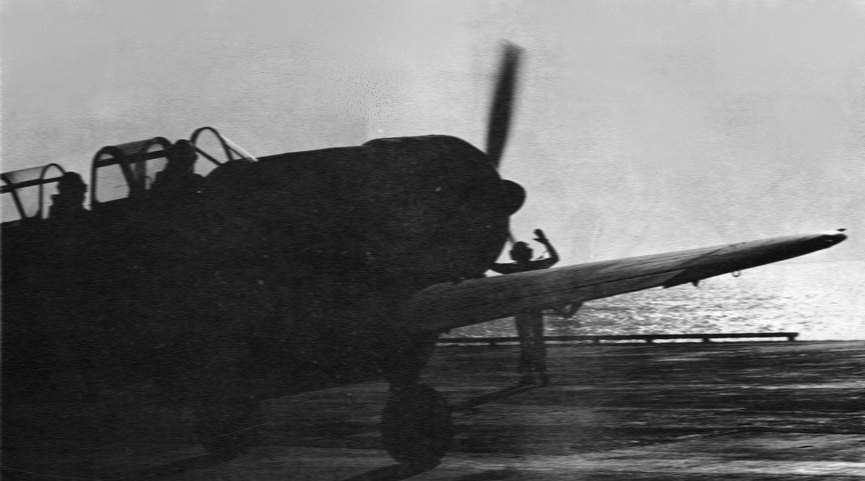
Un avion sur le Yortown lors du tournage du film.

La partie japonaise fut initialement confiée à Akira Kurosawa, mais après deux ans d'efforts sans résultats, la Fox lui retira le projet pour le confier à Kinji Fukasaku.
À l'époque du tournage du film, il ne restait aucun avion en état de voler, ni de bateau japonais d'époque.
Les avions japonais ont été simulés par des avions d'entraînement américains North American T-6 et BT-13 Valiant (en) dont les fuselages avaient été allongés de 2 mètres et les capots et pare-brise modifiés.
Le porte-avions Akagi et le cuirassé Nagato ont été reconstruits en contreplaqué d'après les plans de l'époque dans des studios sur la base japonaise d'Ashiya.
À Hawaï, sur un plateau de 94 m de long et 44 m de haut a été construit la moitié du cuirassé Arizona pour 1 M$. Il reposait sur des péniches pour qu'on puisse le manœuvrer et il comportait le fameux mât que l'on voit sur les films d'archive de l'attaque.
Les maquettes des autres bateaux faisaient plus de 12 m de long pour présenter un grand niveau de détail.
Une séquence présente un vol de B-17 désarmés arrivant en plein pendant l'attaque ; elle correspond à la réalité historique. Dans le film, l'un d'entre eux atterrit sur une roue, dans le cadre d'un atterrissage réalisé pour le film (et pas une maquette).
Le décollage des avions japonais a été filmé depuis le petit porte-avions américain USS Yorktown (CV-10), un des derniers datant de la Deuxième Guerre mondiale et qui se rendait à Honolulu pour y être désarmé. En plus de servir au décollage des avions, il les a également transportés.
Il y a aussi la séquence de Curtiss P-40 Warhawk qui essaient de décoller de Pearl Harbor et sont abattus. Il s'agissait d'avions de taille réelle, mais radio-commandés.
À la fin du film, le porte-avions qui rentre au port de Pearl Harbor après l'attaque est en fait un bâtiment d'assaut de la classe Iwo Jima (USS Tripoli).
La Fox a vendu à Universal les droits des images du film qui ont été reprises dans les films La Bataille de Midway (1976) et Nimitz, retour vers l'enfer (1980). Notamment la séquence de décollage à l'aube depuis les porte-avions japonais où on voit la clarté du jour augmenter au fur et à mesure du décollage des avions.
Aucune séquence venant d'autres films ou de pellicules d'archives n'a été utilisée, à l'inverse d'autres films tels que La Bataille de Midway (1976).
Le film comporte quelques erreurs historiques. Le porte-avions japonais Akagi est présenté avec un îlot à tribord, comme dans la quasi-totalité des porte-avions. Or l’Akagi et le Hiryū furent des exceptions : historiquement leur îlot avait été placé à bâbord. Il y a aussi quelques erreurs sur le nombre de canons équipant les tourelles des cuirassés américains.
Dans la réalité il y eut deux raids distincts, alors que le film ne montre qu'un raid, le vice-amiral Nagumo s'opposant au capitaine Genda sur ce sujet (celui-ci voulait plutôt un troisième raid), le film montre aussi le vice-amiral Yamamoto soucieux que la déclaration de guerre soit présentée au secrétaire d'Etat avant l'attaque. En fait, il y était fermement opposé, craignant de donner l’éveil aux Américains. C'est le ministre des Affaires étrangères Matsuoka qui avait insisté sur ce fait. À la fin du film on entend Yamamoto prononcer sa célèbre phrase : « je crains que ce géant endormi se réveille, il va avoir une raison de se battre maintenant, plus rien ne pourra l'arrêter ». C'est plutôt le chef d'état-major Kusaka qui a dit ces mots, selon plusieurs témoignages des personnes présentes.
Le film montre aussi deux Curtiss P-40 Tomahawk se battant en combat tournoyant contre des Mitsubishi A6M Zero. Cela est impossible, le P-40 n'aurait eu aucune chance face à l'un des avions les plus agiles au monde. Il n'en est pas moins vrai que deux d'entre eux réussirent à décoller, pilotés par les lieutenants Kenneth Taylor et George Welch, et abattirent six bombardiers japonais Aichi D3A1 (quatre pour Taylor et deux pour Welch).
Enfin, lors de l'approche des avions japonais au-dessus d'Oahu, on voit une croix blanche sur les collines. Cette croix fut érigée ultérieurement pour commémorer les victimes de l'attaque.